# جوش هوبكنز
جوش هوبكنز (بالإنجليزية: Josh Hopkins)‏ مواليد 12 سبتمبر 1970 في ليكسينغتون، الولايات المتحدة، هو ممثل أمريكي بدأ مسيرته الفنية سنة 1995.

## الأعمال

### أفلام
- انهض (2014) (بدور: رالف باس)

### مسلسلات
| السنة | العمل                                  | الدور         |
| ----- | -------------------------------------- | ------------- |
| 1999  | قراصنة وادي السيليكون                  | بول ألين      |
| 2001  | آلي مكبيل                              |               |
| 2002  | فريندز                                 |               |
| 2003  | كولد كيس                               |               |
| 2003  | القانون والنظام: الوحدة الخاصة للضحايا |               |
| 2005  | بونز                                   |               |
| 2006  | بيبر دينيس                             | تشارلي بابكوك |
| 2006  | الاخوة والاخوات                        |               |
| 2007  | شبح هامس                               | شين كارسون    |
| 2009  | بوشنغ ديزيز                            |               |
| 2009  | سي إس آي: ميامي                        |               |
| 2011  | كاسل                                   |               |
| 2015  | كوانتيكو                               |               |

## روابط خارجية
- جوش هوبكنز على موقع IMDb (الإنجليزية)
- جوش هوبكنز على موقع ألو سيني (الفرنسية)
- جوش هوبكنز على موقع ميوزك برينز (الإنجليزية)
- جوش هوبكنز على موقع أول موفي (الإنجليزية)
- جوش هوبكنز على موقع قاعدة بيانات برودواي على الإنترنت (الإنجليزية)
- جوش هوبكنز على موقع قاعدة بيانات الأفلام السويدية (السويدية)
- جوش هوبكنز على موقع إن إن دي بي (الإنجليزية)
- جوش هوبكنز على موقع قاعدة بيانات الفيلم (الإنجليزية)
- جوش هوبكنز على موقع كينوبويسك (الروسية)